# Ndom
Ndom è un centro abitato del Camerun, situato nella Regione del Litorale. 